# 社頭泰安宮
23°54′48″N 120°36′28″E / 23.913450°N 120.607818°E
社頭泰安宮，是位於臺灣彰化縣社頭鄉仁和村、縣道137號旁的石頭公廟，其石頭狀似人臉，也是該區域地名的由來。

## 歷史沿革
關於此廟由來，一說乾隆四十三年農曆十一月廿四（1779年1月11日），山洪暴發，一塊猶如人臉的石頭被沖到此廟現址，被先民建廟供奉；另一說該日，有一老翁上山砍柴，見此石狀若神像，遂招鄉人焚香祭拜，抬至山下於在現址設廟奉祀。
此廟面對八卦山脈下的野溪匯流處，居民陳信後表示說此廟兩百多年安然無恙。附近有地名分早年分別名叫「山田仔」、「山仔」、「三角巷」，三庄後來因該廟而合稱為「石頭公」，至戰後時期再改名為「泰安村」、「仁和村」、「朝興村」。1946年廟宇整修。
琉球宗教界人物高安六郎曾在1970年代與信徒來此尋找琉球石頭公的根源，先至此廟，後來到彰化鎮東宮。
主委謝明村任內編印一本三十多頁的《石頭公誌》。
2004年11月24日下午，社頭鄉民蕭姓民眾開小貨車經過山腳路時，失控將泰安宮廟簷、廟柱撞毀，司機、神像未受損，廟則重建。

## 祭祀活動
以農曆十一月廿四日發現該石之日，為石頭公誕辰。因年代久遠，石像面部常年為香火煙燻已呈黝黑。廟方人員蕭茂松所編的《石頭公誌》載，早年的南投施厝坪有一女，因家裡多災多難，法師要她來此祭拜石頭公並持弓前往外射箭化解災難，但女子誤解其意而往廟內射，造成石頭公流紅血；另一說是有孩童玩箭，誤中石神頭部，神像曾連續發汗二日，鄉人益信其靈。
民眾也用紅線串銅錢掛在孩童身上，祈求石頭公以保平安。廟方副主任委員蕭成洽孫兒在員林家商附設幼稚園上學時，蕭成洽主動表示願負擔交通費，讓幼稚園兒童來此祭拜並掛銅錢。
管理員蕭再貴說，山腳路經常傳出死亡車禍，但泰安宮附近的石頭公段，就從來沒有過，大家相信那是石頭公庇佑。他說有引揚歸國的日本人為能夠平安返回日本，曾到廟裡祈願，果然平安返鄉，後來回到此廟還願。
- 社頭泰安宮
- 門牌為仁和村山腳路二段829號
- 沿革
- 神像